# Quarterback titolari dei Philadelphia Eagles
Questi quarterback sono partiti come titolari per i Philadelphia Eagles della National Football League. Sono inseriti in ordine di data a partire dalla prima partenza come titolari negli Eagles.

## Quarterback titolari

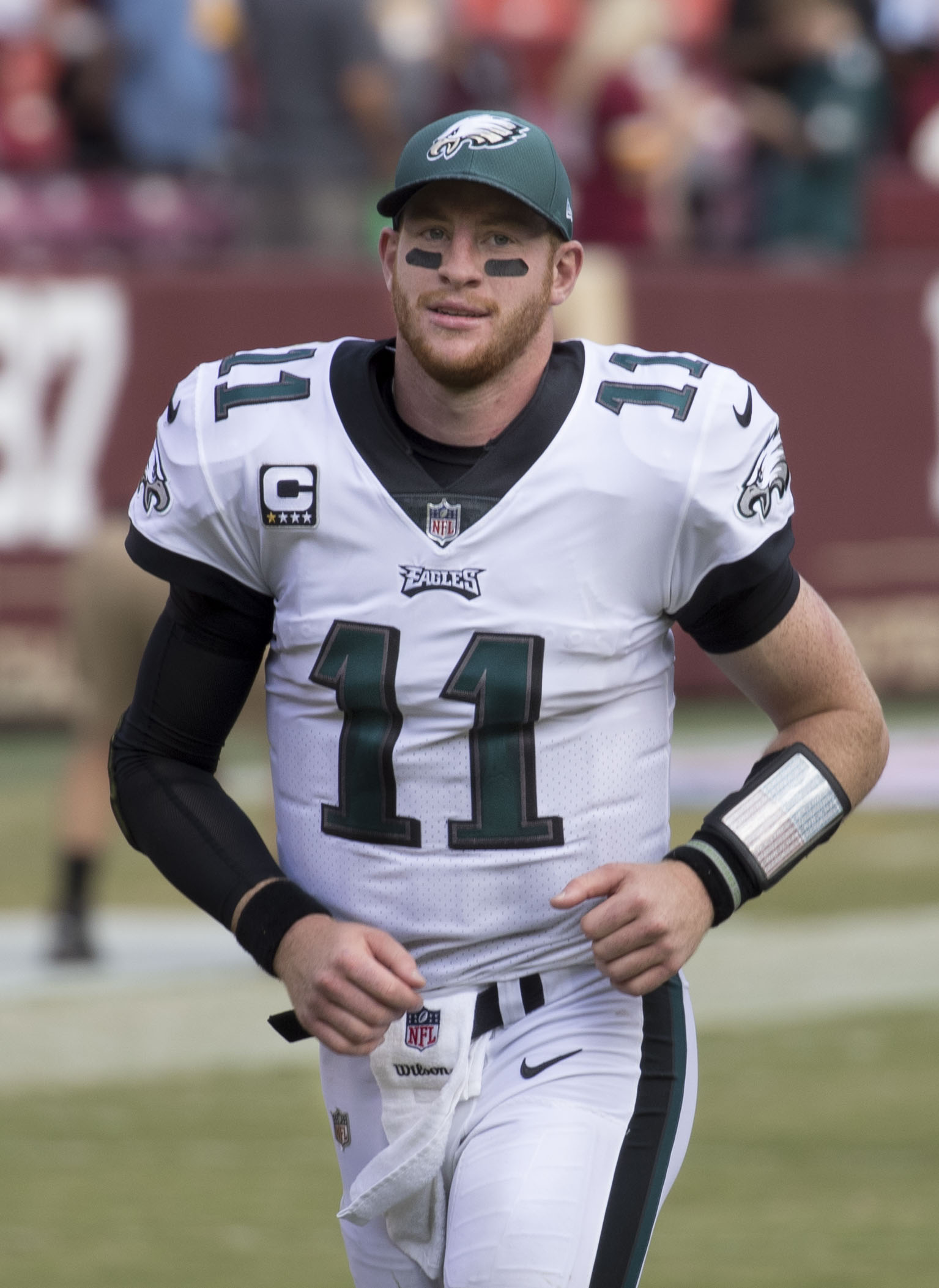
Carson Wentz, 2016-2017

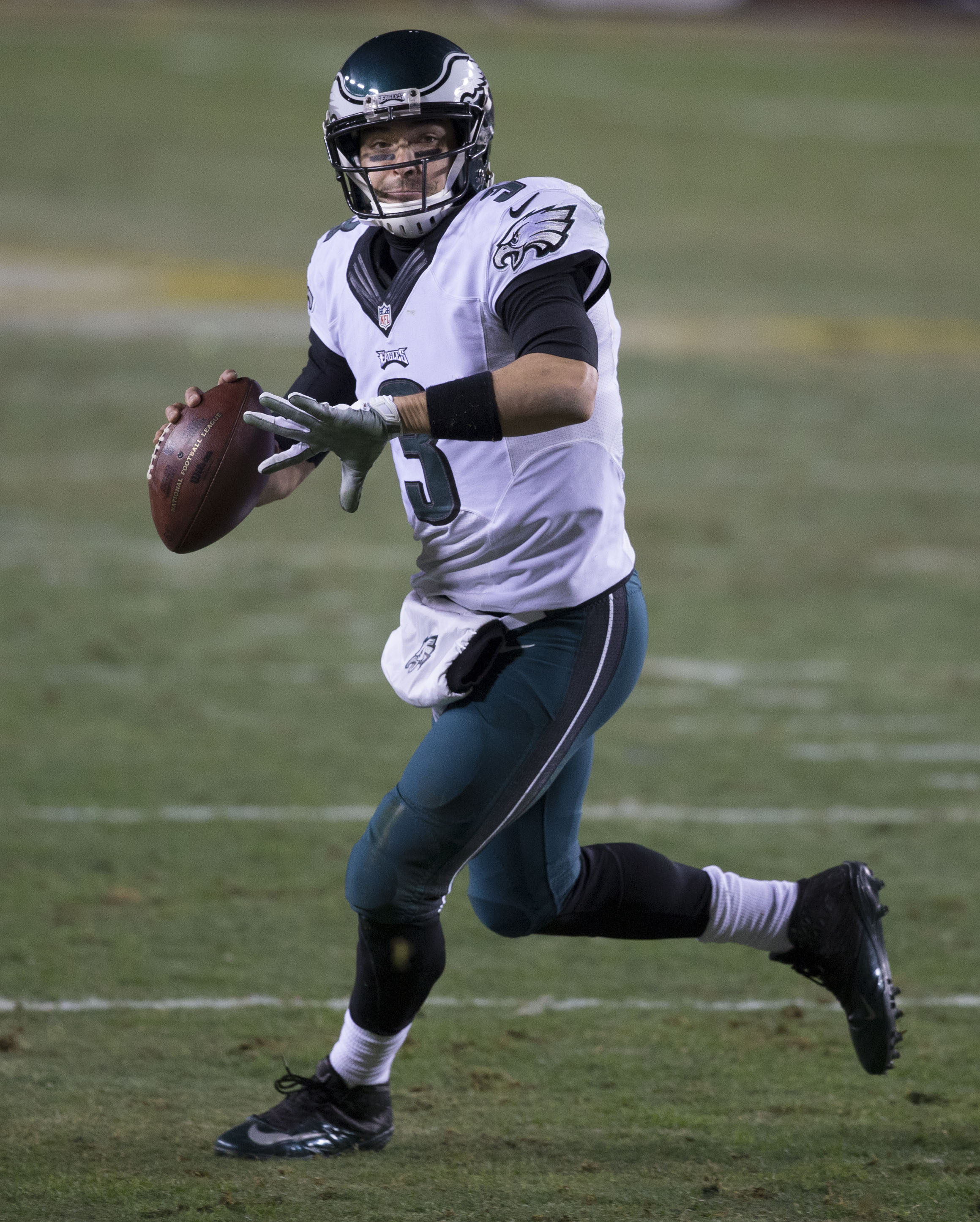
Mark Sanchez, 2014-2015

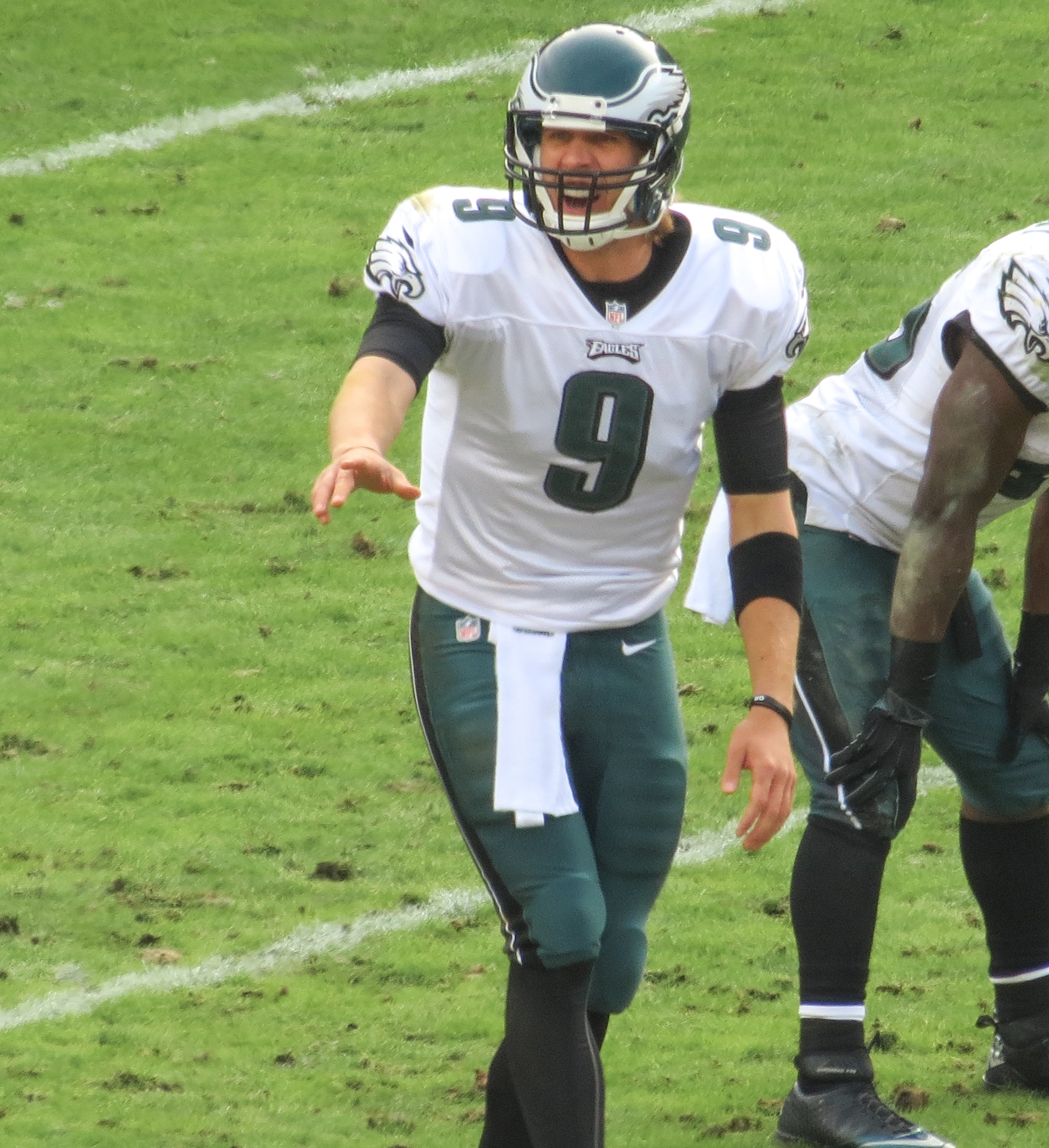
Nick Foles, 2012-2014, 2017-presente

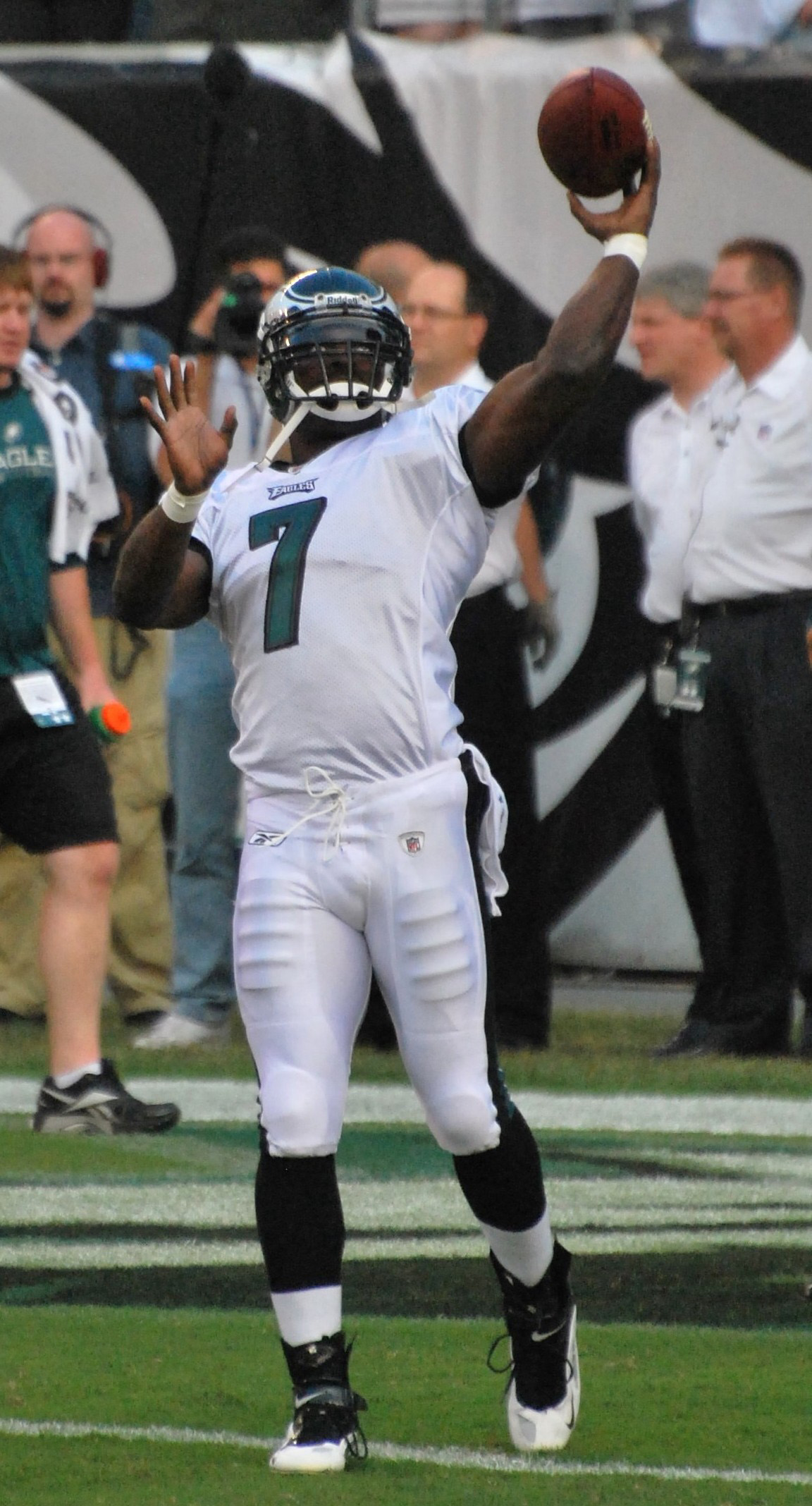
Michael Vick, 2009-2013

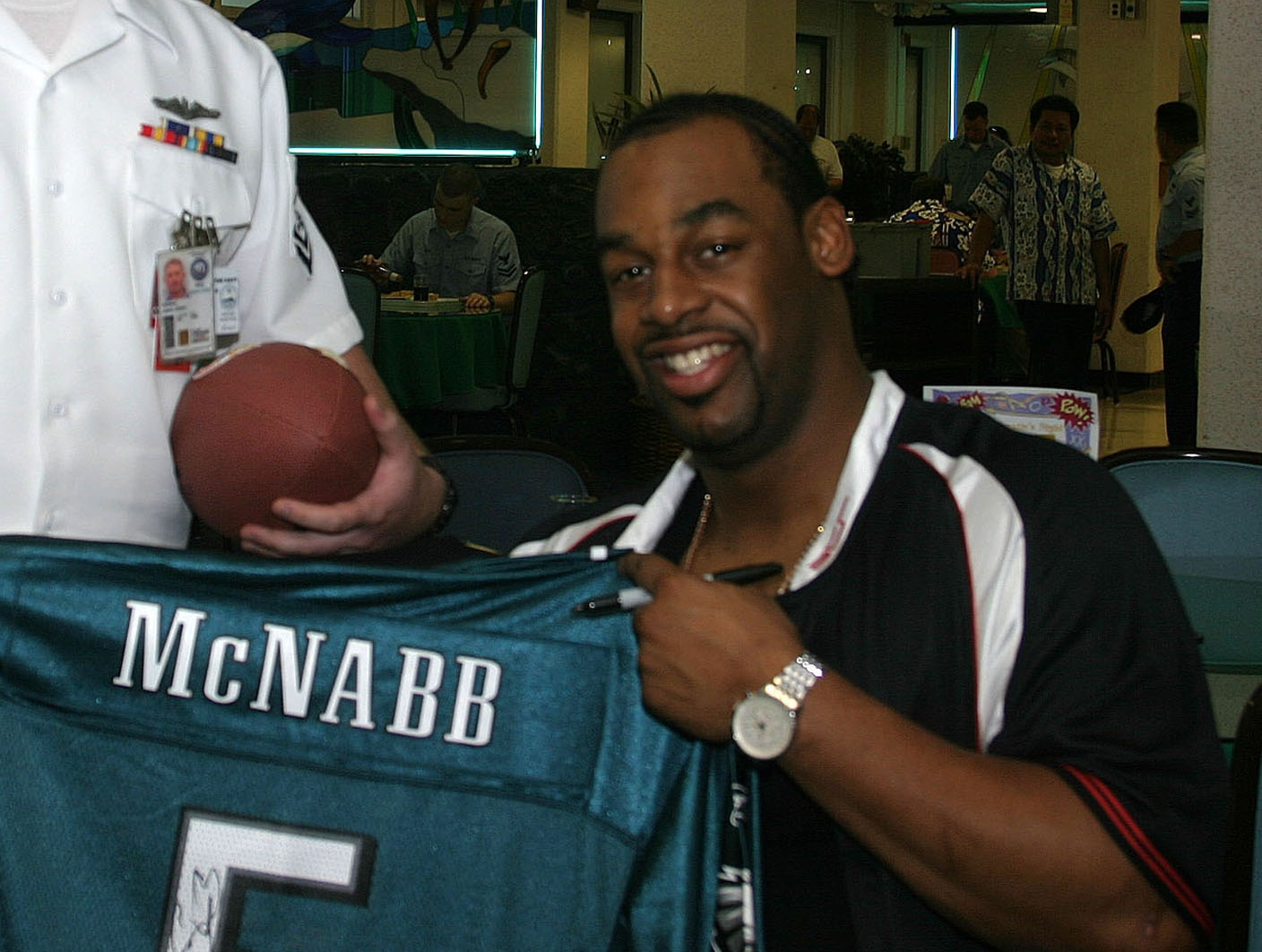
Donovan McNabb, 1999-2009

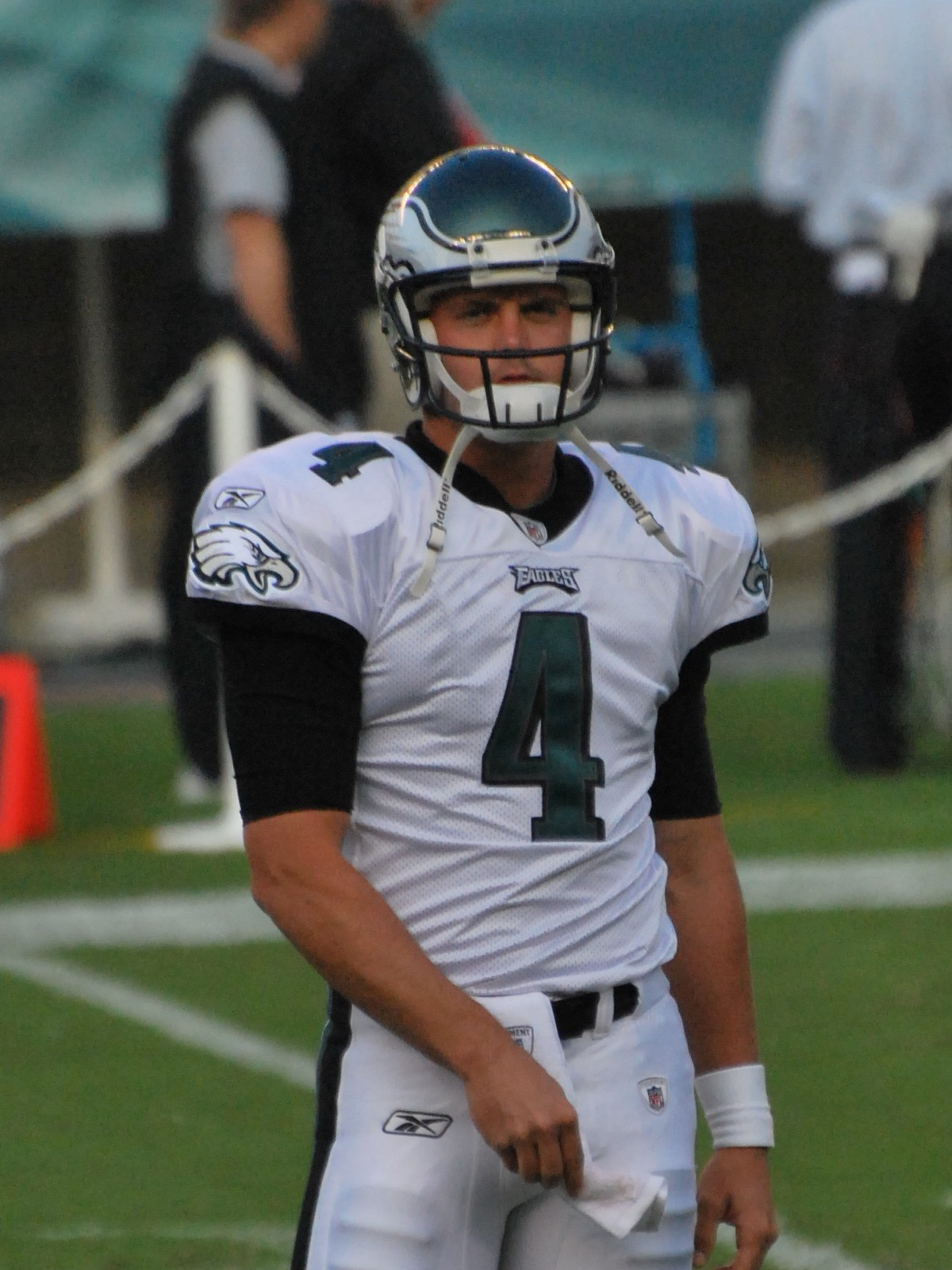
Kevin Kolb, 2009-2010

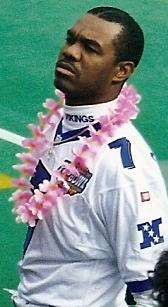
Randall Cunningham, 1985-1995

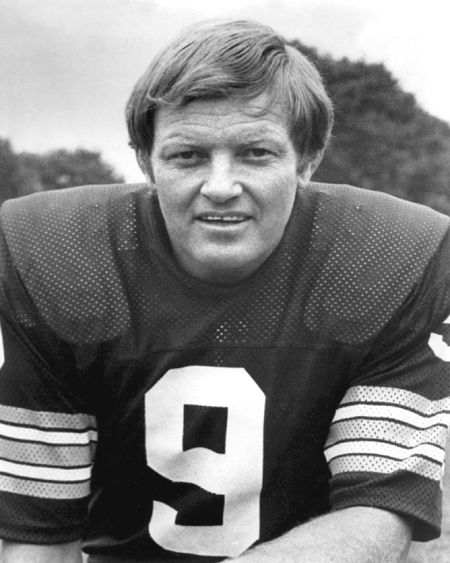
Sonny Jurgensen, 1957-1963

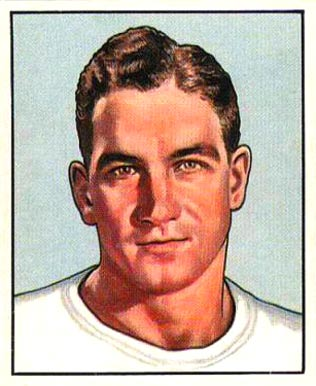
Adrian Burk, 1951-1956

Lista di tutti i quarterback titolari dei Philadelphia Eagles. Il numero tra parentesi indica il numero di gare da titolare giocate nella stagione:
| Anno | Quarterback                                                                |
| ---- | -------------------------------------------------------------------------- |
| 2018 | Carson Wentz (11) / Nick Foles (5)                                         |
| 2017 | Carson Wentz (13) / Nick Foles (3)                                         |
| 2016 | Carson Wentz (16)                                                          |
| 2015 | Sam Bradford (14) / Mark Sanchez (2)                                       |
| 2014 | Nick Foles (8) / Mark Sanchez (8)                                          |
| 2013 | Nick Foles (10) / Michael Vick (6)                                         |
| 2012 | Michael Vick (10) / Nick Foles (6)                                         |
| 2011 | Michael Vick (13) / Vince Young (3)                                        |
| 2010 | Michael Vick (11) / Kevin Kolb (5)                                         |
| 2009 | Donovan McNabb (14) / Kevin Kolb (2)                                       |
| 2008 | Donovan McNabb (16)                                                        |
| 2007 | Donovan McNabb (14) / A.J. Feeley (2)                                      |
| 2006 | Donovan McNabb (10) / Jeff Garcia (6)                                      |
| 2005 | Donovan McNabb (9) / Mike McMahon (7)                                      |
| 2004 | Donovan McNabb (15) / Koy Detmer (1)                                       |
| 2003 | Donovan McNabb (16)                                                        |
| 2002 | Donovan McNabb (10) / A.J. Feeley (5) / Koy Detmer (1)                     |
| 2001 | Donovan McNabb (16)                                                        |
| 2000 | Donovan McNabb (16)                                                        |
| 1999 | Doug Pederson (9) / Donovan McNabb (6) / Koy Detmer (1)                    |
| 1998 | Bobby Hoying (7) / Koy Detmer (5) / Rodney Peete (4)                       |
| 1997 | Ty Detmer (7) / Bobby Hoying (6) / Rodney Peete (3)                        |
| 1996 | Ty Detmer (11) / Rodney Peete (5)                                          |
| 1995 | Rodney Peete (12) / Randall Cunningham (4)                                 |
| 1994 | Randall Cunningham (14) / Bubby Brister (2)                                |
| 1993 | Bubby Brister (8) / Ken O'Brien (4) / Randall Cunningham (4)               |
| 1992 | Randall Cunningham (15) / Jim McMahon (1)                                  |
| 1991 | Jim McMahon (11) / Jeff Kemp (2) / Brad Goebel (2)/ Randall Cunningham (1) |
| 1990 | Randall Cunningham (16)                                                    |
| 1989 | Randall Cunningham (16)                                                    |
| 1988 | Randall Cunningham (16)                                                    |
| 1987 | Randall Cunningham (12) / Scott Tinsley (2) / Guido Merkens (1)            |
| 1986 | Ron Jaworski (9) / Randall Cunningham (5) / Matt Cavanaugh (2)             |
| 1985 | Ron Jaworski (12) / Randall Cunningham (4)                                 |
| 1984 | Ron Jaworski (13) / Joe Pisarcik (3)                                       |
| 1983 | Ron Jaworski (16)                                                          |
| 1982 | Ron Jaworski (9)                                                           |
| 1981 | Ron Jaworski (16)                                                          |
| 1980 | Ron Jaworski (16)                                                          |
| 1979 | Ron Jaworski (16)                                                          |
| 1978 | Ron Jaworski (16)                                                          |
| 1977 | Ron Jaworski (14)                                                          |
| 1976 | Mike Boryla (10) / Roman Gabriel (4)                                       |
| 1975 | Roman Gabriel (9) / Mike Boryla (5)                                        |
| 1974 | Roman Gabriel (11) / Mike Boryla (3)                                       |
| 1973 | Roman Gabriel (14)                                                         |
| 1972 | John Reaves (7) / Pete Liske (7)                                           |
| 1971 | Pete Liske (10) / Rick Arrington (4)                                       |
| 1970 | Norm Snead (13) / Rick Arrington (1)                                       |
| 1969 | Norm Snead (13) / George Mira (1)                                          |
| 1968 | Norm Snead (11) / King Hill (2) / John Huarte (1)                          |
| 1967 | Norm Snead (14)                                                            |
| 1966 | Norm Snead (10) / King Hill (2) / Jack Concannon (2)                       |
| 1965 | Norm Snead (9) / King Hill (5)                                             |
| 1964 | Norm Snead (10) / King Hill (2) / Jack Concannon (2)                       |
| 1963 | Sonny Jurgensen (9) / King Hill (5)                                        |
| 1962 | Sonny Jurgensen (13) / King Hill (1)                                       |
| 1961 | Sonny Jurgensen (14)                                                       |
| 1960 | Norm Van Brocklin (12)                                                     |
| 1959 | Norm Van Brocklin (12)                                                     |
| 1958 | Norm Van Brocklin (12)                                                     |
| 1957 | Bobby Thomason (7) / Sonny Jurgensen (5)                                   |
| 1956 | Bobby Thomason (9) / Adrian Burk (3)                                       |
| 1955 | Adrian Burk (9) / Bobby Thomason (3)                                       |
| 1954 | Adrian Burk (8) / Bobby Thomason (4)                                       |
| 1953 | Bobby Thomason (8) / Adrian Burk (4)                                       |
| 1952 | Bobby Thomason (9) / Adrian Burk (3)                                       |
| 1951 | Adrian Burk (12)                                                           |
| 1950 | Tommy Thompson (12)                                                        |
| 1949 | Tommy Thompson (9)                                                         |
| 1948 | Jack Myers (7) / Tommy Thompson (4) / Bill Mackrides (1)                   |
| 1947 | Tommy Thompson (1)                                                         |
| 1946 | Roy Zimmerman (7) / Tommy Thompson (3)                                     |
| 1945 | Roy Zimmerman (8) / Allie Sherman (1)                                      |
| 1944 | Roy Zimmerman (10)                                                         |
| 1943 | Roy Zimmerman (9)                                                          |
| 1942 | Tommy Thompson (10)                                                        |
| 1941 | Len Barnum(2) / Tommy Thompson (5) / Foster Watkins (1)                    |
| 1940 | Davey O'Brien (11)                                                         |
| 1939 | Davey O'Brien (8) / Woody Dow (2)                                          |
| 1938 | Woody Dow (10)                                                             |
| 1937 | Glenn Frey (5)                                                             |
| 1936 | Jim Leonard (10) / Glenn Frey (2)                                          |
| 1935 | Stumpy Thomason (7) / Red Kirkman (1) / Irv Kupcinet (1)                   |
| 1934 | Red Kirkman (7) / Jim Leonard (4)                                          |
| 1933 | Red Kirkman (8) / Dick Thornton (1)                                        |